# 국립여성사전시관
국립여성사전시관(영어: The National Women's History Exhibition Hall)은 국내 최초 여성사전시관으로 2002년 12월 9일 서울시 대방동 여성플라자에 처음 설치되었다. 2012년 국립박물관으로 등록, 2014년 9월 1일 고양시 정부지방합동청사로 이전 개관하였다. 역사 속 여성의 역할과 역사 발전에 기여한 인물을 조명하고 국민의 양성평등 의식 고양을 위한 복합교육문화 공간으로서 기능하고 있다. 1층 기획전시실, 2층 상설전시실, 수장고와 학예연구실 등으로 구성되어 있으며 고대부터 근현대까지 여성의 역사를 조명하고 있는데 디지털 미디어, 실물 자료, 미디어아트 등을 활용하여 632년 신라시대 최초 여왕인 선덕여왕을 비롯하여 근현대까지의 한국 여성사의 흐름을 재현하고 있다. 원시 고대 사회 여성들은 여신, 여사제, 시조모, 여왕 등의 역할을 통해 여성들은 정치적인 영향력을 발휘하였으며 고려시대 여성은 집안의 관리자와 경영자로서 뿐만 아니라 상업과 무역활동 등에 종사하며 부를 쌓기도 하였다. 조선시대 유교적인 통제 속에서도 문학, 그림 등 예술활동에 활약한 여성의 삶과 더불어 근현대 여성의 참정권, 교육권, 직업권 등을 확보하기 위해 노력했던 여성들의 모습도 엿 볼 수 있다. 2003년 개관 1주년 기념 여성의 힘과 창조성을 주제로 하는 특별기획전을 시작으로 매년 특별기획전을 개최하고 있으며 어린이와 청소년을 위한 양성평등 교육과 성인 대상 여성사 강좌 등을 개최하고 있다. 고양시 등 지역사회주민들이 봉사활동을 하고 있으며 자원봉사포털을 통해 신청접수 받아 운영하고 있다. 주소지는 경기도 고양시 덕양구 104번길 50이다. 2014년 7월 양성평등기본법 제50조에 여성사박물관의 설립·운영에 관련 법적 근거가 마련되었고 국립여성사박물관으로의 확대,이전을 준비 중이다.

## 설립 근거
- 여성발전기본법 제34조